# Deweyville (Texas)
Deweyville is een plaats (census-designated place) in de Amerikaanse staat Texas, en valt bestuurlijk gezien onder Newton County.

## Demografie
Bij de volkstelling in 2000 werd het aantal inwoners vastgesteld op 1190.

## Geografie
Volgens het United States Census Bureau beslaat de plaats een oppervlakte van
29,3 km², waarvan 29,1 km² land en 0,2 km² water.

## Plaatsen in de nabije omgeving
De onderstaande figuur toont nabijgelegen plaatsen in een straal van 24 km rond Deweyville.